# 楠部彌弌
楠部 彌弌（くすべ やいち、1897年（明治30年）9月10日 - 1984年（昭和59年）12月18日）は、日本の陶芸家。京都市東山区生まれ。本名は彌一。釉薬を磁土に混ぜて何度も塗り重ね、独特の深い色あいを生む「彩埏」の技法で知られる。

## 略歴
1897年（明治30年）楠部貿易陶器工場を経営する楠部千之助の四男として生まれる。1912年（明治45年）京都市立陶磁器試験場付属伝習所に入所し、1915年（大正4年）に卒業する。1918年（大正7年）八木一艸、河村己多良らと赤土社を結成する。同社は1923年（大正12年）に自然消滅するが、翌年彌弌は「百仏飾壷」をパリ万国博覧会に出品し、受賞。1927年（昭和2年）八木一艸らと「耀々会」を結成する一方、帝展初入選を果たす。1933年（昭和8年）帝展に出品した「青華甜瓜文菱口花瓶」が特選を受賞し、彌一を彌弌と改名する。1937年（昭和12年）パリ万博で受賞。
戦後の1948年（昭和23年）京都工芸作家団体連合展を組織し、日展をボイコットしたことがあったが、1951年（昭和26年）芸術選奨文部大臣賞を受賞した。1953年（昭和28年）青陶会を結成して指導にあたるとともに、伊東陶山らと搏埴会を結成する。1954年（昭和29年）日本芸術院賞を受賞。1962年（昭和37年）日本芸術院会員となる。
1969年（昭和44年）京都市文化功労者、1972年（昭和47年）毎日芸術賞・文化功労者、1975年（昭和50年）京都市名誉市民、1978年（昭和53年）文化勲章受章。1982年（昭和57年）、日本新工芸家連盟会長に就任。
1984年（昭和59年）12月18日、慢性腎不全のため京都で死去。従三位に叙せられる。